# Samuele Longo
Samuele Longo   (Valdobbiadene, 12 de gener de 1992) és un futbolista italià de la dècada de 2010.
Es formà a l'Inter de Milà, però la major part de la seva carrera ha jugat cedit a diversos clubs de les lligues espanyola i italiana. En destaquen les cessions al RCD Espanyol la temporada 2012-13, i al Girona FC, la temporada 1916-17.
Ha estat internacional amb la selecció italiana en categories inferiors.